# Plator insolens
Plator insolens is een spinnensoort uit de familie Trochanteriidae. De soort komt voor in China.